# Ana Montes
Pour les articles homonymes, voir Montes.

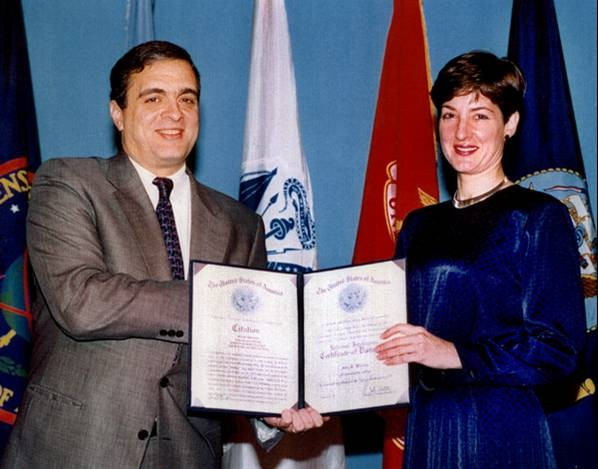
Ana Montes reçoit un certificat de distinction de George Tenet, directeur de la CIA, en 1997.

Ana Montes (ou Ana Belén Montes) est une ancienne analyste militaire américaine.
Elle a espionné pour le compte du gouvernement cubain pendant 17 ans dans les services de renseignements des États-Unis avant d'être arrêtée le 21 septembre 2001 par le Federal Bureau of Investigation. Elle est considérée comme la taupe la plus efficace au service du régime de Fidel Castro.
En janvier 2023, elle est libérée de la prison de Fort Worth au Texas et déclare retourner vivre à Porto Rico.

## Biographie

### Famille et jeunesse
Ana Montes est née à Nuremberg, dans ce qui était alors l'Allemagne de l'Ouest, où son père, Alberto Montes, était en poste comme médecin de l'armée américaine. Sa famille est originaire de la région des Asturies en Espagne et ses grands-parents avaient immigré à Porto Rico. La famille a ensuite vécu à Topeka,  Kansas, puis à Towson, Maryland, où elle est diplômée du Loch Raven High School (en) en 1975. En 1979, elle obtient un diplôme en affaires étrangères de l'université de Virginie, et en 1988, elle a terminé une maîtrise à l'université Johns-Hopkins Paul H. Nitze School of Advanced International Studies.

### Formation
Ana Montes est diplômée du Loch Raven High School (en) en 1975. En 1979, elle obtient un diplôme en affaires étrangères de l'université de Virginie, et en 1988, elle a terminé une maîtrise à l'université Johns-Hopkins Paul H. Nitze School of Advanced International Studies.

### Carrière
Le frère et la sœur d'Ana Montes, Tito et Lucy, sont des employés du Federal Bureau of Investigation. Tito était un agent spécial du FBI, et Lucy était une analyste linguistique et traductrice de longue date du FBI. L'ancien petit ami d'Ana Montes, Roger Corneretto, était un officier de renseignement spécialiste de Cuba pour le Pentagone.
Ana Montes a rejoint la Defense Intelligence Agency (DIA) en septembre 1985 après avoir travaillé pour le département de la Justice des États-Unis. Sa première affectation a eu lieu à la Bolling Air Force Base (en) à Washington, D.C., où elle a travaillé comme spécialiste de recherches. En 1992, elle est sélectionnée pour le programme d'analyste exceptionnel de la DIA et s'est ensuite rendue à Cuba pour étudier l'armée cubaine.
Avant son arrestation, elle vivait dans un appartement d'une coopérative d'habitation de deux chambres dans le quartier de Cleveland Park à Washington, D.C.
Elle a gravi rapidement les échelons de la DIA et est devenue l'analyste la plus expérimentée sur Cuba. Ses collègues la considéraient comme responsable et fiable et avaient noté une attitude « pragmatique ». Les procureurs alléguèrent plus tard qu'elle travaillait déjà pour les Cubains lorsqu'elle avait rejoint la DIA en 1985.

## Espionnage
Ana Montes est recrutée par les services secrets cubains alors qu'elle était étudiante à l'université Johns-Hopkins dans les années 1980. Elle s'est fait remarquer des autres étudiants pour ses opinions tranchées en faveur des mouvements de gauche latino-américains comme le Front sandiniste de libération nationale au Nicaragua. Un agent cubain a fini par l'approcher. Après l'avoir recrutée, les services de renseignement cubains l'ont préparée à poursuivre un emploi au sein de la Defense Intelligence Agency.
Dans leurs documents d'accusation, les procureurs fédéraux ont déclaré : « Montes communiquait avec les services de renseignement cubains via des messages cryptés et recevait ses instructions via des transmissions cryptées à ondes courtes en provenance de Cuba. En outre, Montes communiquait par messages codés de radiomessagerie avec le service de renseignement cubain via des téléphones publics situés dans le district de Columbia et dans le Maryland. Les codes incluaient « J'ai reçu un message » ou « Danger ». »
Les procureurs ont en outre déclaré que toutes les informations étaient sur du papier soluble dans l'eau qui pouvait être rapidement détruit.
Au cours de l'enquête menée contre elle, il a été déterminé que Montes avait transmis une quantité considérable d'informations classifiées à la Dirección de Inteligencia, y compris l'identité de quatre espions américains à Cuba. En 2007, Scott W. Carmichael, responsable du contre-espionnage américain de la DIA, a publiquement affirmé que c'était Ana Montes qui avait parlé aux agents des renseignements cubains de l'existence d'un camp clandestin de l'armée américaine au Salvador.  
Carmichael, qui avait dirigé l'enquête de la DIA sur Montes, l'a désignée comme étant directement responsable de la mort du Béret vert sergent Gregory A. Fronius qui a été tué à El Paraíso, Chalatenango (en), au Salvador, le 31 mars 1987, lors de l'attaque du FMLN[réf. souhaitée]. Carmichael a qualifié les dommages causés par Montes à la DIA et à d'autres agences de renseignement américaines « d'exceptionnellement graves », et a déclaré qu'elle avait compromis un « programme d'accès spécial » auquel même à lui, l'enquêteur principal de l'affaire, n'avait pas accès.

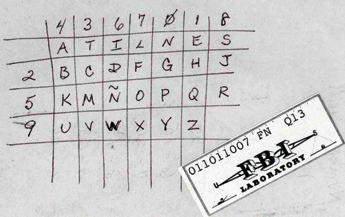
Cryptage/déchiffrement « aide-mémoire » utilisé par Montes.

En 2004, un acte d'accusation fédéral affirmait que Montes bénéficiait de l'aide d'un autre agent cubain, Marta Rita Velázquez, autrefois juriste à l'agence des États-Unis pour le développement international, qui aurait en outre recruté Montes à des fins d'espionnage. L'acte d'accusation fédéral a été dévoilé en avril 2013. Velázquez vit hors des États-Unis depuis 2002, apparemment en Suède, pays qui n'a pas de traité d'extradition avec les États-Unis pour les affaires d'espionnage.

## Arrestation
Ana Montes est arrêtée par le Federal Bureau of Investigation dans son bureau le 21 septembre 2001. Les procureurs ont déclaré que Montes avait eu connaissance d'informations classifiées sur la guerre d'Afghanistan, l'invasion imminente par l'armée américaine de l'Afghanistan en octobre 2001, et qu'ils ne voulaient pas qu'elle révèle cette information à des ennemis potentiels.
En 2002, Montes a plaidé coupable du chef d'accusation qui était passible de la peine de mort, mais a été condamnée à 25 ans de prison en octobre de la même année après avoir accepté une négociation de peine avec le gouvernement américain. Son avocat, Plato Cacheris, a déclaré que Montes espionnait pour Cuba parce qu'« elle estimait que les Cubains étaient traités injustement par le gouvernement américain ». Après avoir plaidé coupable, Montes a déclaré aux interrogateurs de la CIA qu'elle souhaitait protéger Cuba des États-Unis et qu'elle pensait que « tout le monde est un seul pays. L'activité trahit toujours quelqu'un, et certains observateurs penseront qu'elle est justifiée et d'autres non, dans tous les cas ».

## Incarcération et libération

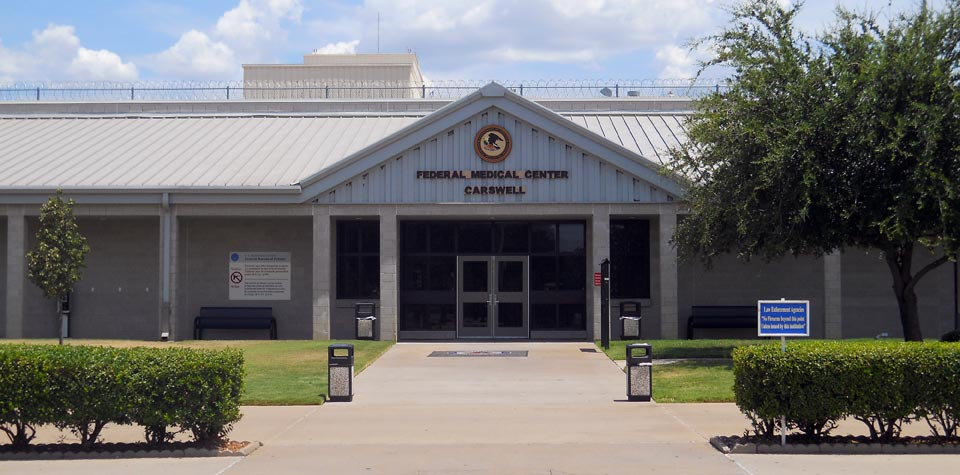
Federal Medical Center, Carswell, où Ana Montes a été incarcérée.

Ana Montes est incarcérée au Federal Medical Center, Carswell (en) à Fort Worth, Texas. FMC Carswell est répertorié par le bureau fédéral des prisons comme un établissement situé dans l'angle nord-est de la Naval Air Station Fort Worth, qui fournit des services médicaux et de santé mentale spécialisés aux délinquantes.
Ana Montes est répertoriée sous le numéro de registre FMC 25037-016. Elle est libérée le 6 janvier 2023. Après avoir été libérée, elle sera surveillée, y compris dans son usage d'Internet, pendant cinq ans. Montes ne sera pas autorisée à contacter des « agents étrangers » ou à travailler pour le gouvernement américain « sans autorisation ».
Elle vit actuellement à Porto Rico et continue de dénoncer les sanctions américaines contre Cuba.

### Podcasts
- Ana Montès, agent double pour Cuba, Espions, une histoire vraie par Stéphanie Duncan, France Inter, 26 mai 2023
- (en) Peter Lapp, interview par Jerri Williams, Episode 243: Peter Lapp – Ana Montes Espionage Case, FISA Warrants, podcast FBI Retired Case File Review, 20 octobre 2021 (consulté le 26 août 2023).